# Aukubin
Aukubin je organski spoj, iridoidni glikozid, koji sadrži 15 atoma ugljika i ima molekulsku masu od 346,330. U prirodi ga nalazimo u biljkama  (Aucuba japonica, Plantago lanceolata, Galium aparine itd.) .

## Osobine
| Osobina                | Vrijednost |
| ---------------------- | ---------- |
| Broj akceptora vodika  | 9          |
| Broj donora vodika     | 6          |
| Broj rotacionih veza   | 4          |
| Particioni koeficijent | -2,9       |
| Rastvorljivost         | -0,3       |
| Polarna površina       | 149,1      |